# チョ・ソンファ
チョ・ソンファ（ハングル:조송화、ラテン翻記:Cho Song-Hwa、1993年3月12日 - ）は、大韓民国の元女子プロバレーボール選手。元大韓民国代表。

## 来歴
釜山広域市出身。バレーボール選手であった実母の影響で小学4年次よりバレーボールを始める。初めはアタッカーであったが、高身長でなかったために高校1年次にセッターにコンバートされた。「満足にトスを上げられず、目の前が真っ暗になった」と述懐する。
2011年のVリーグドラフト1巡4番目に、興国生命ピンクスパイダーズに指名され入団した。同チームにはナショナルチーム代表セッターのキム・サニが在籍していたが、ソンファは「サニが移籍するまで、サニをお手本として技量向上を図ればよい」と考え、練習に励んだ。2013/14シーズンに、サニがアゼルバイジャンスーパーリーグのロコモティフ・バクーに移籍すると、正セッターに抜擢された。「自分は天才型のセッターではないので、常に練習しないと」と語ったが、2014/15シーズンのVリーグでは、イ・ヒョヒやサニらを押さえてベストセッター部門1位に躍り出た。
「夢は大極マークをつけること」（=ナショナルチーム入りすること）と語っていたが、2015年8月に開催されたワールドカップ開幕戦のアメリカ合衆国戦で三大大会デビューを果たした。
2020年にIBK企業銀行アルトスにFA移籍。
2021-22シーズン中、当時の監督との確執による無断離脱を原因としてチームを解雇となった。

## 球歴
大韓民国代表: 2015年-
- 三大大会
  - ワールドカップ - 2015年（6位）

## 所属チーム
- 一信女子中学校
- 一信女子商業高等学校（韓国語版）
- 興国生命ピンクスパイダーズ（2011-2020年）
- IBK企業銀行アルトス（2020-2021年）

## 個人成績
韓国Vリーグレギュラーラウンドにおける個人成績は下記の通り。
| シーズン | 所属     | 出場 | 出場   | アタック | アタック | アタック | アタック | ブロック | ブロック | サーブ | サーブ | サーブ | サーブ | レセプション | レセプション | 総得点 | 備考 |
| -------- | -------- | ---- | ------ | -------- | -------- | -------- | -------- | -------- | -------- | ------ | ------ | ------ | ------ | ------------ | ------------ | ------ | ---- |
| シーズン | 所属     | 試合 | セット | 打数     | 得点     | 決定率   | 効果率   | 決定     | /set     | 打数   | エース | /set   | 効果率 | 受数         | 成功率       | 総得点 | 備考 |
| 2011/12  | 興国生命 | 18   | 33     | 7        | 1        | 14.29%   | %        | 3        | 0.09     | 57     | 4      | 0.12   | %      |              | %            | 8      |      |
| 2012/13  | 興国生命 | 29   | 87     | 27       | 6        | 22.22%   | %        | 9        | 0.1      | 169    | 14     | 0.16   | %      |              | %            | 29     |      |
| 2013/14  | 興国生命 | 22   | 76     | 45       | 11       | 24.44%   | %        | 5        | 0.07     | 292    | 22     | 0.29   | %      |              | %            | 38     |      |
| 2014/15  | 興国生命 | 30   | 115    | 52       | 10       | 19.23%   | %        | 17       | 0.15     | 482    | 36     | 0.31   | %      |              | %            | 63     |      |
| 2015/16  | 興国生命 | 27   | 104    | 55       | 14       | 25.45%   | %        | 13       | 0.13     | 404    | 26     | 0.25   | %      |              | %            | 53     |      |